# Indywidualne Mistrzostwa Wielkiej Brytanii na Żużlu 1980
Indywidualne mistrzostwa Wielkiej Brytanii na żużlu – cykl turniejów żużlowych mających wyłonić najlepszych żużlowców brytyjskich w 1980 roku. Tytuł wywalczył Dave Jessup. 

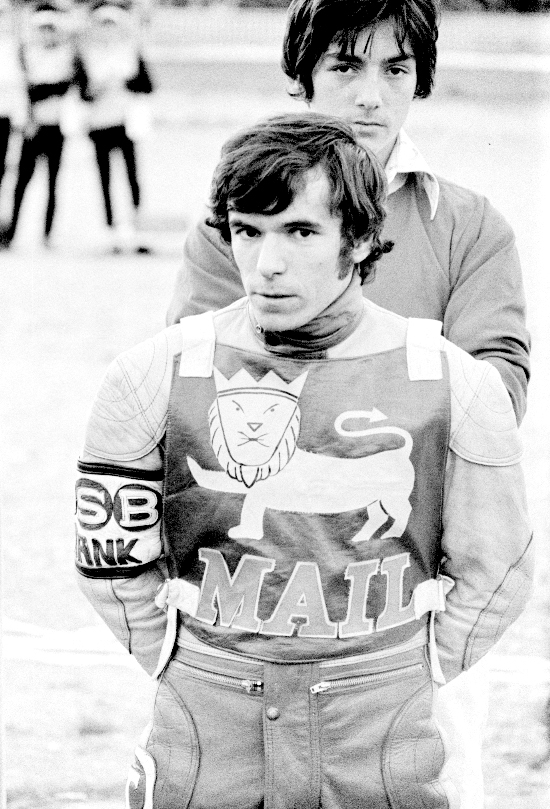
Dave Jessup - mistrz Wielkiej Brytanii 1980

## Wyniki

### Półfinał pierwszy
- 21 maja 1980 r., Poole

| Msc. | Zawodnik       | Klub                   | Pkt |  |  |
| ---- | -------------- | ---------------------- | --- |  |  |
| 1    | Peter Collins  | Belle Vue Aces         | 15  |  |  |
| 2    | Gordon Kennett |                        | 13  |  |  |
| 3    | Kevin Jolly    |                        | 13  |  |  |
| 4    | Reg Wilson     | Sheffield Tigers       | 10  |  |  |
| 5    | John Davis     | Reading Racers         | 9   |  |  |
| 6    | John Louis     | Ipswich Witches        | 9   |  |  |
| 7    | Melvyn Taylor  |                        | 8   |  |  |
| 8    | Mike Lanham    |                        | 7   |  |  |
| 9    | Alan Grahame   | Cradley Heath Heathens | 7   |  |  |
| 10   | Kevin Hawkins  |                        | 6   |  |  |
| 11   | Nigel Flatman  |                        | 6   |  |  |
| 12   | Roger Johns    |                        | 6   |  |  |
| 13   | Paul Woods     |                        | 6   |  |  |
| 14   | Alan Molyneux  |                        |     |  |  |
| 15   | Jim McMillan   |                        |     |  |  |

Awans: 8 do finału

### Półfinał drugi
- 22 maja 1980 r., Sheffield

| Msc. | Zawodnik        | Klub                   | Pkt |  |  |
| ---- | --------------- | ---------------------- | --- |  |  |
| 1    | Dave Jessup     |                        | 14  |  |  |
| 2    | Chris Morton    | Belle Vue Aces         | 11  |  |  |
| 3    | Peter Prinsloo  |                        | 11  |  |  |
| 4    | Dave Morton     | Wolverhampton Wolves   | 11  |  |  |
| 5    | Michael Lee     | King’s Lynn Stars      | 9   |  |  |
| 6    | Bobby Beaton    |                        | 9   |  |  |
| 7    | Ian Cartwright  |                        | 8   |  |  |
| 8    | Phil Collins    | Cradley Heath Heathens | 8   |  |  |
| 9    | Les Collins     | Leicester Lions        | 7   |  |  |
| 10   | Kenny Carter    | Halifax Dukes          | 7   |  |  |
| 11   | Steve Bastable  | Birmingham Brummies    | 7   |  |  |
| 12   | Joe Owen        |                        | 6   |  |  |
| 13   | Malcolm Simmons | Poole Pirates          | 6   |  |  |
| 14   | Andy Grahame    | Birmingham Brummies    | 3   |  |  |
| 15   | Bob Garrad      | Leicester Lions        | 2   |  |  |
| 16   | Ian Clarke      |                        | 1   |  |  |

Awans: 8 do finału

### Finał
- 4 czerwca 1980, Coventry

| Msc. | Zawodnik       | Klub          | Pkt |             |  |
| ---- | -------------- | ------------- | --- | ----------- |  |
| 1    | Dave Jessup    | King’s Lynn   | 15  | (3,3,3,3,3) |  |
| 2    | Michael Lee    | King’s Lynn   | 14  | 3,3,3,3,2)  |  |
| 3    | Phil Collins   | Cradley Heath | 11  | (1,2,2,3,3) |  |
| 4    | Peter Collins  | Belle Vue     | 10  | (3,3,0,3,1) |  |
| 5    | Gordon Kennett | Eastbourne    | 10  | (2,2,2,2,2) |  |
| 6    | John Louis     | Ipswich       | 9   | (3,1,3,1,1) |  |
| 7    | John Davis     | Reading       | 8   | (d,2,1,2,3) |  |
| 8    | Chris Morton   | Belle Vue     | 7   | (0,1,1,2,3) |  |
| 9    | Melvyn Taylor  | King’s Lynn   | 7   | (2,1,w,2,2) |  |
| 10   | Reg Wilson     | Sheffield     | 6   | (2,2,1,1,0) |  |
| 11   | Bobby Beaton   | Hull          | 6   | (0,1,3,0,2) |  |
| 12   | Ian Cartwright | Halifax       | 5   | (1,0,2,1,1) |  |
| 13   | Dave Morton    | Wolverhampton | 4   | (1,3,0,0,0) |  |
| 14   | Kevin Jolly    | Ipswich       | 4   | (2,0,1,0,1) |  |
| 15   | Peter Prinsloo | Poole         | 4   | (2,0,1,0,1) |  |
| 16   | Mike Lanham    | Ipswich       | 0   | (0,0,0,0,0) |  |